# Myiopagis
Myiopagis là một chi chim trong họ Tyrannidae.